# Ediciones Akal
Pour les articles homonymes, voir Akal.
Ediciones Akal est une maison d'édition fondée à Madrid en 1972 par Akal González,. Son catalogue contient environ 300 œuvres, réparties dans 40 collections, traitant incluant essais de sciences humaines, textes classiques et contemporains ainsi qu’une série de dictionnaires.
En 2010, Akal reçoit le Prix national pour le meilleur travail éditorial culturel (Premio Nacional for Mejor Labor Editorial Cultural).